# Eia Uus

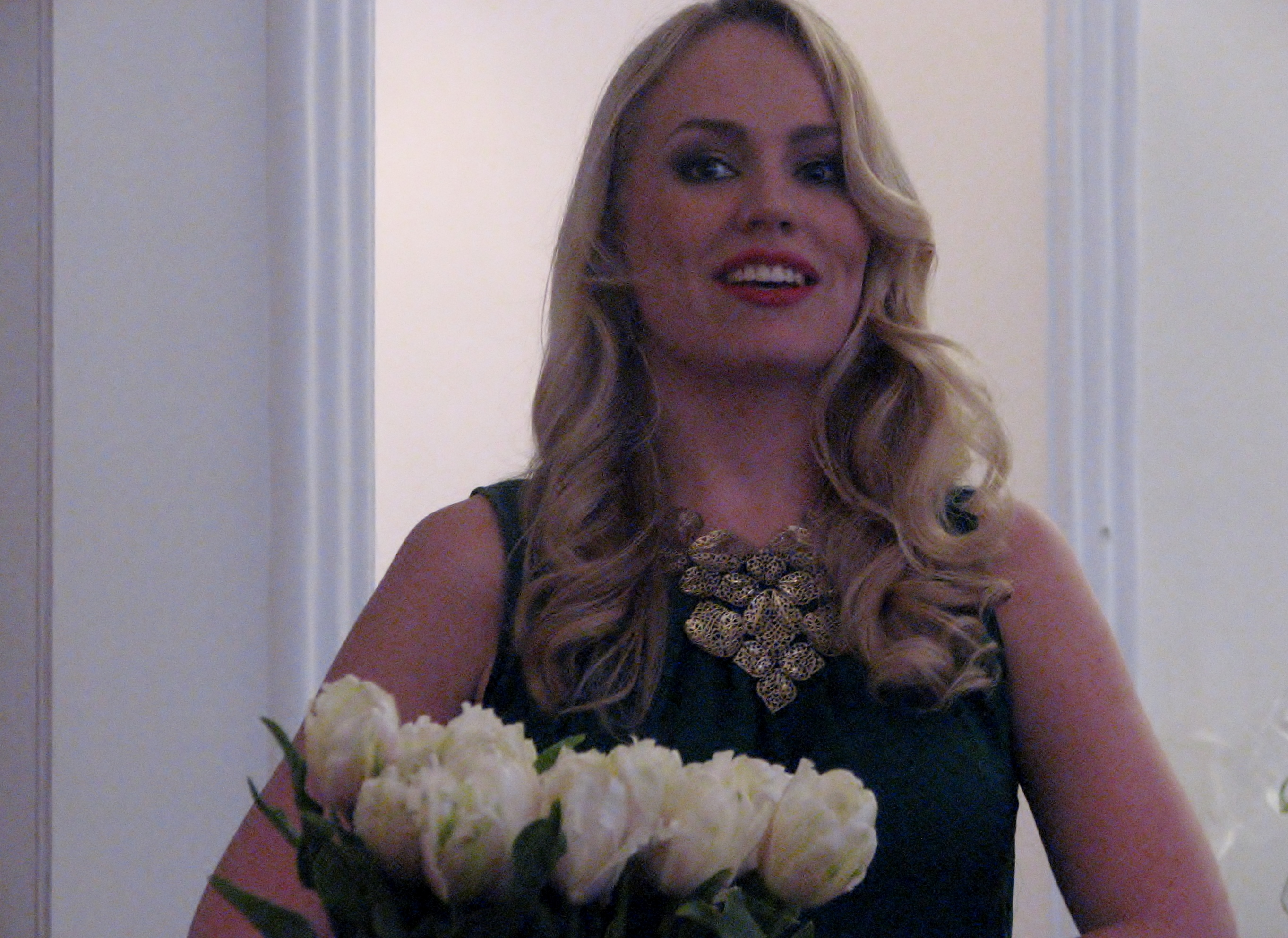
Eia Uus 2013

Eia Uus (* 15. Februar 1985 in Haapsalu) ist eine estnische Schriftstellerin.

## Leben
Eia Uus verbrachte vier Jahre ihrer Schulzeit in Thailand und studierte danach in Tallinn englische Philologie und estnische Literatur. Sie schloss das Studium 2012 mit dem Magister ab. Neben der Arbeit in einer Werbeagentur ist Uus auch als Übersetzerin aus dem Englischen tätig.
Eia Uus ist seit 2019 Mitglied des Estnischen Schriftstellerverbandes.

## Literarisches Werk
Eia Uus debütierte mit einem klassischen Coming-of-age- oder Entwicklungsroman, in dem die Erlebnisse einer manisch-depressiven Internatsschülerin in Thailand beschrieben werden. Zur Illustration des Gemütszustandes der Hauptperson werden in Der kalte Glanz des Mondes alle Kapitel mit einem Zitat von Sylvia Plath eingeleitet. In ihrem nächsten Roman beschreibt die Autorin das Leben junger Intellektueller.
Außerdem verfasste Uus Reisebücher über Frankreich und Paris, wo sie ein Jahr gelebt hat.

## Auszeichnungen
- 2006 Eduard-Vilde-Preis

## Bibliografie
- Kuu külm kuma ('Der kalte Glanz des Mondes'). Tallinn: Varrak 2005. 271 S.
- Kahe näoga jumal ('Der Gott mit den zwei Gesichtern'). [Tallinn]: Pegasus 2008. 187 S.
- Minu Prantsusmaa ('Mein Frankreich'). Tartu: Petrone Print 2013. 326 S.
- Aasta Pariisis ('Ein Jahr in Paris'). Tallinn: Ajakirjade Kirjastus 2014. 263 S.
- Kahe näoga jumal ('Der zweigesichtige Gott'). Tallinn: s.n. 2019. 134 S.
- Seitsme maa ja mere taha ('Hinter sieben Länder und Meere'). Tallinn: Postimees Kirjastus 2019. 28 S.
- Tüdrukune ('Mädel'). Tallinn: Postimees Kirjastus 2019. 271 S.